# Tira del Lienzo
Tira del Lienzo es un yacimiento arqueológico español de la  Cultura de El Argar, en la Edad del Bronce. Comparado con otros yacimientos de la cultura argárica, como  La Bastida de Totana o Gatas, se trata de un yacimiento relativamente pequeño, de 865 m², que no representa un asentamiento, sino más bien una fortificación con áreas especializadas para el procesamiento y almacenamiento de cereales, así como los trabajos textiles y de metales. En consecuencia, se llama al edificio central "Fragua de plata de Tira del Lienzo".

## Situación
El yacimiento se encuentra sobre una pequeña colina en medio del fecundo valle del Guadalentín, cerca de la ciudad de Totana, en la provincia de Murcia. Se sitúa a la vista del centro de poder regional  La Bastida de Totana, a unos 7,0 km. La cercanía a La Bastida, así como las observaciones cronológicas y arqueológicas, permiten suponer que la actividad de ambas poblaciones se desarrollaron en estrecha relación.

## Descripción
El asentamiento está rodeado por una muralla casi rectangular con por lo menos dos bastiones en las esquinas. En el interior se encuentra el edificio principal ("H1") de unos 100 m², que ya fue construido durante la fundación del asentamiento hacia el 2000 a. C. El edificio está unido por un estrecho pasillo al sur, a lo largo de su lado más largo, con siete edificios bastante más pequeños. A pesar de una serie de modificaciones estructurales durante las tres fases del asentamiento, el edificio central fue empleado de forma continua. La destrucción final y el abandono del asentamiento ocurrieron a finales de El Argar, hacia el 1600 a 1550 a. C.
Una reconstrucción virtual en 3D del Grupo Revives da una buena idea del aspecto del asentamiento durante la época de habitación.
Los arqueólogos que dirigieron las excavaciones resumieron en 2014 sus hallazgos:

El tamaño y la situación topográfica del edificio H1 indican que tuvo que tener un papel clave en la organización del complejo arquitectónico. Además, la excelente calidad de los medios de producción (piedras de molido, ponderas, útiles para trabajar metales), así como los de consumo (cerámica, restos botánicos), que pudieron ser desenterrados en la parte del edificio que se conserva, indicarían que los diferentes tipos de bienes poco comunes (harina, textiles y metales de alta calidad) fueron producidos en este taller más bien por un grupo de personas que por un especialista individual. La presencia de un taller para la creación de objetos de plata subraya la relación de este edificio con una clase dirigente en la sociedad argárica, cuyos enterramientos son a menudo equipados con objetos de plata comenzando por lo menos en el siglo 20 a.C.
 

En la revista Current World Archeology se especula con que las cinco diademas argáricas de plata encontradas hasta el momento, en su momento señal de pertenencia a la casta dirigente, fueron fabricadas en la platería de Tira del Lienzo.

## Historia
El edificio central se construyó tras la fundación del asentamiento hacia el año 2000 a. C. A pesar de una serie de modificaciones estructurales durante las tres fases de poblamiento, el edificio central se mantuvo en uso de forma continuada. La destrucción final y el abandono del asentamiento se realizó a finales del periodo argárico hacia el 1600 y el 1550 a. C.

## Hallazgos importantes
Los hallazgos arqueológicos de Tira del Lienzo siguen en investigación, pero lo resultados provisionales muestran:
Cerámica:
- dos fragmentos de cuencos con pie (cerámica tipo 7)

Utensilios macrolíticos:
En el edificio central se encontraron los siguientes utensilios:
- cuatro útiles de herrero, que podían usarse tanto de yunque como de martillo durante la forja de chapas de cobre y plata.
- Tres útiles de piedra mostraban marcas características y marcas de uso que se pueden relacionar con su uso para martillear y embutir el metal.
- Tres objetos de piedra adicionales mostraban rastros claros de su uso en el lijado o pulido.
- Tres grandes piedras para moler de lamproíta para el proceso de cereales.
- Una serie de ponderas o pesas para telar cuidadosamente trabajadas, que indican la producción de tejidos.

En su conjunto, los hallazgos indican que en el edificio central, además de la producción de textiles y el trabajo en metales, también se trabajaban cereales en grandes cantidades. Se trata así de un espacio de trabajo multifuncional en el que trabajaban a la vez por lo menos cinco personas. La calidad de los utillajes indican una producción eficiente y de calidad de harina, textiles y metales.

## Estado actual
Una parte de la excavación puede ser visitada por el público.